# نانزن-جی
نانزن-جی (انگلیسی: Nanzen-ji) یک معبد متعلق به ذن، آیین بودایی در ساکیو، کیوتو، کیوتو، استان کیوتو در ژاپن است.